# Dioscorea dicranandra
Dioscorea dicranandra är en enhjärtbladig växtart som beskrevs av John Donnell Smith. Dioscorea dicranandra ingår i släktet Dioscorea och familjen Dioscoreaceae. Inga underarter finns listade i Catalogue of Life.